# 保罗·哈特林
保罗·哈特林（丹麥語：Poul Hartling，1914年4月30日—2000年4月30日）丹麦前外交官和政治人物，为丹麦自由党黨員，曾于1973年到1975年担任丹麦首相。

## 生平
哈特林1914年生于哥本哈根，1939年毕业于哥本哈根大学神学院，1945年至1955年在哥本哈根担任牧师。1957年首次当选为议员。1968年-1971年担任自由党内阁的外交大臣，1973年大选后出任首相。
在1975年提前举行的大选中，哈特林的自由党再次获胜，但由于议会内部分歧严重，他无法组成一个新政府。他的政府被解散，由社会民主党组阁。他后来用“可怕”一词形容他担任首相的那段时间。
1978年，哈特林成为联合国难民事务署高级专员。1981年他领导的联合国难民事务署获得了诺贝尔和平奖，1985年他离任。
妻子伊丽莎白-科克曼恩，学医。
| 前任： 埃里克·埃里克森         | 自由党主席 1965-1977                     | 繼任： 赫宁·克里斯托弗森    |
| 前任： 汉斯·塔博尔(Hans Tabor) | 丹麥外交大臣 1968年2月2日-1971年10月11日 | 繼任： 克努特·博尔格·安德森 |
| 前任： 安高·约恩森             | 丹麦首相 1973年12月19日-1975年2月13日    | 繼任： 安高·约恩森          |
| 前任： 萨德鲁丁·阿卡汗         | 联合国难民事务署高级专员 1978年-1985年   | 繼任： 简-皮埃尔·霍克       |